# Ruja (Sibiu)

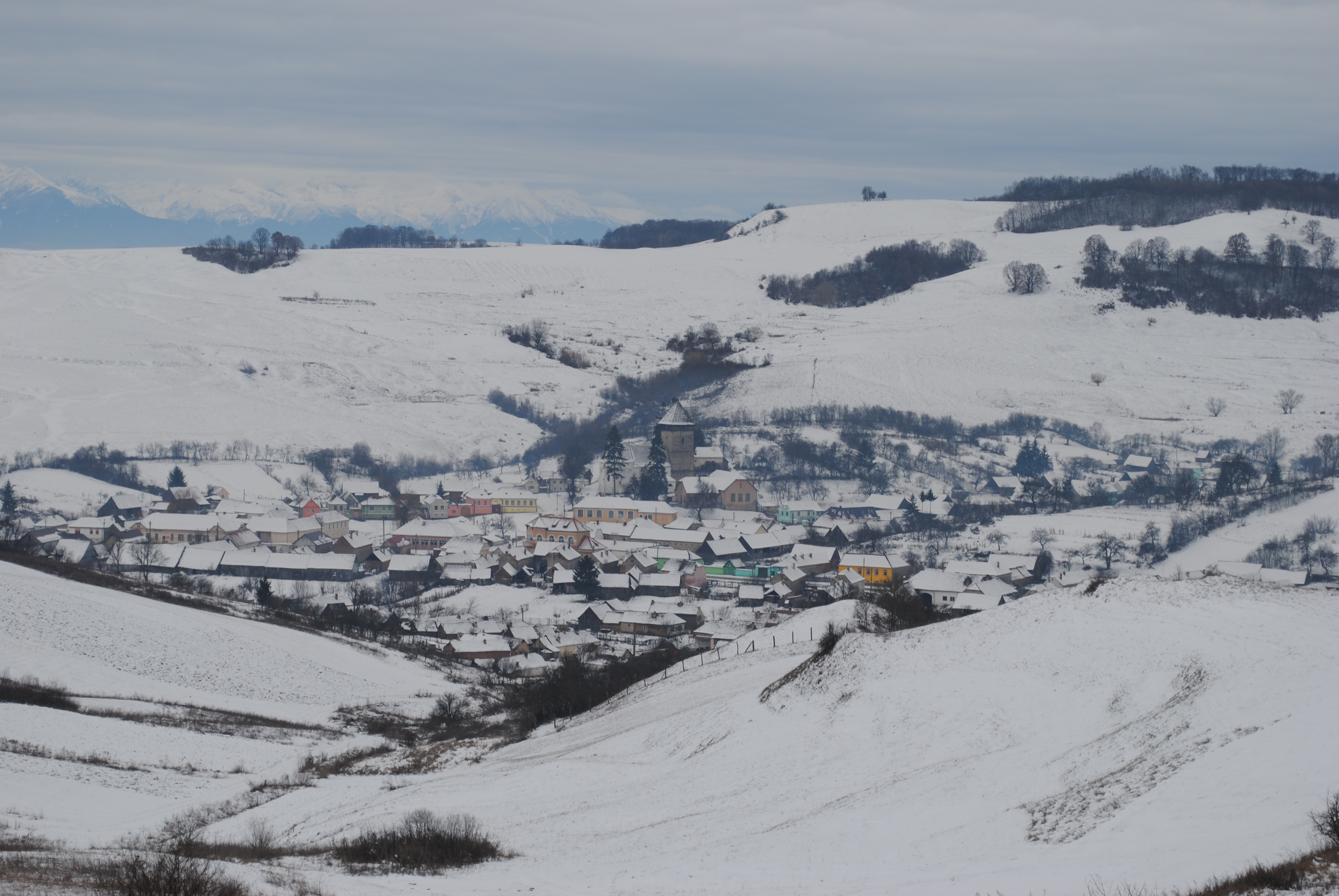
Blick auf Ruja

Ruja (deutsch Roseln, ungarisch Rozsonda) ist ein Dorf in Siebenbürgen (Rumänien).

## Lage und Einwohner des Ortes
Ruja liegt im Harbachtal und ist verwaltungsmäßig Teil der Stadt Agnita (Agnetheln), dem Hauptort des Tales im Kreis Sibiu.
Im Jahr 2002 hatte Ruja etwa 1200 Einwohner, 2021 wurden 884 registriert.

## Verkehr
Das Dorf verfügte über eine Anbindung an die Schmalspurlinie „Wusch“, die bis in die 1960er Jahre Sighișoara (Schäßburg) mit Hermannstadt verband. Die Haltestelle lag etwa zwei Kilometer außerhalb des Dorfes.

## Sehenswürdigkeiten
- Kirchenburg

## Tourismus
Im Juli 2017 fand zum ersten Mal in Roseln der Transilvanische Brunch im oberen Harbachtal statt.